# BRDC International Trophy 1950
II BRDC International Trophy byl 21. závodem formule 1 pořádaným v roce 1950 a zároveň 15 závodem nezapočítávaným do mistrovství světa. Závod se konal 26. srpna na okruhu Silverstone, systémem dvou rozjížděk na 15 kol a finálové jízdy na 35 kol, do které postupovali všichni, co dokončili některou z rozjížděk. Celkovým vítězem se stal Giuseppe Farina pro kterého to bylo po závodech v Británii, Švýcarsku a Bari již čtvrté vítězství v sezóně. Tento italský závodník zvítězil i v první rozjížďce před britskými piloty jedoucími na italských vozech Reg Parnellem (Maserati) a Peterem Whiteheadem (Ferrari). Farina si zajistil i nejlepší startovní pozici. Ve druhé rozjížďce, která byla o poznání pomalejší zvítězil Farinův týmový kolega Juan Manuel Fangio před dvěma vozy ERA Briana Shawe-Taylora a Boba Gerarda. Z pole position ve druhé rozjížďce startoval belgický pilot Johnny Claes. Ve finálové jízdě pak dominovali oba vozy Alfa Romeo, z pole positions startoval Juan Manuel Fangio, Farina startoval z druhého místa. Situace v závodě byla podobná, kdy se o první místo svedl souboj mezi oběma piloty Alfy Romeo, Farina byl tím šťastnějším a jen těsně zvítězil před Fangiem.
- 26. srpna 1950
- Okruh Silverstone
- Dvě rozjížďky na 15 kol × 4,649 km / 69,736 km
- Finále 35 kol × 4,649 km / 162,716

## Výsledky
| Pozice | Jezdec                     | Vůz              | Čas           |
| ------ | -------------------------- | ---------------- | ------------- |
| 1      | Giuseppe Farina            | Alfa Romeo 158   | 1h07m17.0     |
| 2      | Juan Manuel Fangio         | Alfa Romeo 158   | 1h07m17.4     |
| 3      | Peter Whitehead            | Ferrari 125      | 1h08m21.4     |
| 4      | Cuth Harrison              | ERA B            | 1h08m22.0     |
| 5      | Brian Shawe-Taylor         | ERA B            | á 1 kolo      |
| 6      | Stirling Moss              | HWM              | à 1 kolo      |
| 7      | Yves Giraud-Cabantous      | Talbot T26C      | à 1 kolo      |
| 8      | Louis Chiron               | Maserati 4CLT/48 | à 2 kola      |
| 9      | Bob Gérard                 | ERA B            | à 3 kola      |
| 10     | David Hampshire            | Maserati 4CLT/48 | à 3 kola      |
| 11     | Pierre Levegh              | Talbot T26C      | à 3 kola      |
| 12     | Philip Fotheringham-Parker | Maserati 6CM     | à 3 kola      |
| 13     | Geoff Richardson           | RRA              | à 4 kola      |
| Kolo   | Neklasifikován             | -                | -             |
| 30     | Gordon Watson              | Alta F2          | à 5 kol       |
| Kolo   | Odstoupili                 | -                | Důvod         |
| 28     | Fergus Anderson            | HWM              | Převodovka    |
| 13     | Colin Murray               | Maserati 6CL     | --            |
| 9      | Reg Parnell                | Maserati 4CLT/48 | Motor         |
| 2      | David Murray               | Maserati 4CLT/48 | Motor         |
| 2      | Philippe Étancelin         | Talbot T26C      | Zadní náprava |

### Nejrychlejší kolo
- Juan Manuel Fangio & Giuseppe Farina (Alfa Romeo 158), 1:52

### Postavení na startu
- Juan Manuel Fangio Alfa Romeo

| _______4_______ Reg Parnell Maserati   |                                          | _______3_______ Brian Shawe-Taylor ERA     |                                         | _______2_______ Giuseppe Farina Alfa Romeo           |                                       | _______1_______ Juan Manuel Fangio Alfa Romeo |
|                                        | _______7_______ David Hampshire Maserati |                                            | _______6_______ Peter Whitehead Ferrari |                                                      | _______5_______ Bob Gérard ERA        |                                               |
| _______11_______ Gordon Watson Alta    |                                          | _______10_______ Philippe Étancelin Talbot |                                         | _______9_______ David Murray Maserati                |                                       | _______8_______ Cuth Harrison ERA             |
|                                        | _______14_______ Fergus Anderson HWM     |                                            | _______13_______ Louis Chiron Maserati  |                                                      | _______12_______ Pierre Levegh Talbot |                                               |
| _______18_______ Colin Murray Maserati |                                          | _______17_______ Stirling Moss HWM         |                                         | _______16_______ Philip Fotheringham-Parker Maserati |                                       | _______15_______ Yves Giraud-Cabantous Talbot |
|                                        |                                          |                                            |                                         |                                                      | _______19_______ Geoff Richardson RRA |                                               |

## První rozjížďka
| Pozice | Jezdec                     | Vůz              | Čas            |
| ------ | -------------------------- | ---------------- | -------------- |
| 1      | Giuseppe Farina            | Alfa Romeo 158   | 28m53          |
| 2      | Reg Parnell                | Maserati 4CLT/48 | 29m22          |
| 3      | Peter Whitehead            | Ferrari 125      | 29m24          |
| 4      | Cuth Harrison              | ERA B            | 29m26          |
| 5      | Philippe Étancelin         | Talbot T26C      | 29m49          |
| 6      | Pierre Levegh              | Talbot T26C      | à 1 kolo       |
| 7      | Fergus Anderson            | HWM              | à 1 kolo       |
| 8      | Philip Fotheringham-Parker | Maserati 6CM     | à 1 kolo       |
| 9      | Colin Murray               | Maserati 6CL     | à 2 kola       |
| Kolo   | Neklasifikován             | -                | -              |
| 12     | Geoff Richardson           | RRA              | à 3 kola       |
| Kolo   | Odstoupili                 | -                | -              |
| --     | Tony Rolt                  | Delage 15S8      | Převodovka     |
| 1      | Archie Butterworth         | AJB-Steyr        | Kliková hřídel |

### Nejrychlejší kolo
- Giuseppe Farina (Alfa Romeo 158), 1:52

### Postavení na startu
- Giuseppe Farina Alfa Romeo

| _______4_______ Reg Parnell Maserati   |                                     | _______3_______ Cuth Harrison ERA             |                                           | _______2_______ Peter Whitehead Ferrari |                                       | _______1_______ Giuseppe Farina Alfa Romeo          |
|                                        | _______7_______ Fergus Anderson HWM |                                               | _______6_______ Philippe Étancelin Talbot |                                         | _______5_______ Tony Rolt Delage      |                                                     |
| _______11_______ Colin Murray Maserati |                                     | _______10_______ Archie Butterworth AJB-Steyr |                                           | _______9_______ Pierre Levegh Talbot    |                                       | _______8_______ Philip Fotheringham-Parker Maserati |
|                                        |                                     |                                               |                                           |                                         | _______12_______ Geoff Richardson RRA |                                                     |

## Druhá rozjížďka
| Pozice | Jezdec                | Vůz              | Čas        |
| ------ | --------------------- | ---------------- | ---------- |
| 1      | Juan Manuel Fangio    | Alfa Romeo 158   | 33m53      |
| 2      | Brian Shawe-Taylor    | ERA B            | 34m25      |
| 3      | Bob Gérard            | ERA B            | 35m20      |
| 4      | David Hampshire       | Maserati 4CLT/48 | á 1 kolo   |
| 5      | David Murray          | Maserati 4CLT/48 | á 1 kolo   |
| 6      | Gordon Watson         | Alta F2          | à 1 kolo   |
| 7      | Louis Chiron          | Maserati 4CLT/48 | à 1 kolo   |
| 8      | Yves Giraud-Cabantous | Talbot T26C      | à 1 kolo   |
| 9      | Stirling Moss         | HWM              | à 1 kolo   |
| Kolo   | Odstoupili            | -                | -          |
| --     | Joe Kelly             | Alta GP          | --         |
| 7      | Alberto Ascari        | Ferrari 125      | Hodiny     |
| 6      | Leslie Brooke         | Maserati 4CLT/48 | Havárie    |
| 4      | Michael Chorlton      | Bugatti T51A     | Ventily    |
| 1      | Johnny Claes          | Talbot T26C      | Hodiny     |
| 1      | Raymond Sommer        | BRM P15          | Rozvodovka |

### Nejrychlejší kolo
- Juan Manuel Fangio (Alfa Romeo 158), 1:52

### Postavení na startu
- Johnny Claes Talbot

| _______4_______ Yves Giraud-Cabantous Talbot |                                           | _______3_______ Alberto Ascari Ferrari  |                                        | _______2_______ Juan Manuel Fangio Alfa Romeo |                                        | _______1_______ Johnny Claes Talbot   |
|                                              | _______7_______ Stirling Moss HWM         |                                         | _______6_______ Brian Shawe-Taylor ERA |                                               | _______5_______ Bob Gérard ERA         |                                       |
| _______11_______ Joe Kelly Alta              |                                           | _______10_______ Leslie Brooke Maserati |                                        | _______9_______ David Hampshire Maserati      |                                        | _______8_______ Louis Chiron Maserati |
|                                              | _______14_______ Michael Chorlton Bugatti |                                         | _______13_______ Gordon Watson Alta    |                                               | _______12_______ David Murray Maserati |                                       |
|                                              |                                           |                                         |                                        |                                               |                                        | _______15_______ Raymond Sommer BRM   |

| Předchozí GP: Grand Prix Pescara 1950            | Mistrovství světa Formule 1 1950 | Následující GP: Goodwood Trophy 1950               |
| Předchozí ročník: BRDC International Trophy 1949 | BRDC International Trophy        | Následující ročník: BRDC International Trophy 1951 |